# 塩野義製薬中央研究所
塩野義製薬中央研究所（しおのぎせいやくちゅうおうけんきゅうじょ）は、かつて大阪市福島区に所在した医薬品研究所である。坂倉建築研究所の西澤文隆により設計され、1961年に竣工したモダニズム建築であったが、2014年に解体された。

## 歴史
塩野義製薬の前身の塩野義三郎商店は、1910年に当地に工場を建設。1961年には研究所に建て替えた。2011年には中央研究所を含む4施設の機能を豊中市の医薬研究センターに集約し、遊休施設となっていた。貴重なモダニズム建築として日本建築学会から塩野義製薬に対して保存の要望が出されたが、2014年に売却・解体され、跡地にはマンションが建設された。

## 建築
設計は坂倉準三建築研究所大阪支所および同支所所長の西澤文隆。塩野義製薬は1950年代から1990年代にかけてオフィスや寮、倉庫などを坂倉準三および坂倉建築研究所に発注してきたが、その中でも最大のものである。
南側に開いたコの字型の建物で、南側道路に面した外壁は青いタイルで仕上げられ、中庭に面してル・コルビュジエのモデュロールに基づいたブリーズソレイユ（遮光庇）が取り付けられている。1階には事務室や会議室。エントランスホールは2階へ続く吹き抜けとなっており、上層階には実験室が配置されている。実験用什器や収納スペース、廊下の幅などはそこで働く人の動作を考慮し、緻密な計算のもとに設計されている。
坂倉が師事したル・コルビュジエの影響を色濃く受けた、華美な装飾を排した機能的なモダニズム建築であり、2012年にはDOCOMOMO_JAPANより日本におけるモダン・ムーブメントの建築に選定された。